# Hettenheim
Hettenheim ist einer der beiden historischen Bestandteile der heutigen Ortsgemeinde Hettenleidelheim im Landkreis Bad Dürkheim.

## Lage
Hettenheim bildet den Osten des Siedlungsgebiets der Ortsgemeinde. Unmittelbar nördlich schließt sich das Landschaftsschutzgebiet Erdekaut an. Es ist baulich mit dem früheren Leidelheim zusammengewachsen; entsprechend ist eine räumliche Trennung nicht mehr möglich.

## Geschichte
Hettenheim wurde wie sämtliche andere auf -heim endende Ortschaften im 6. Jahrhundert gegründet. Seine erstmalige urkundliche Erwähnung erfolgte im 12. Jahrhundert mit den Worten  …et quodquod habebant aput hitenheim …, deutsch: …und das, was sie in Hitenheim besaßen…. 1155 besaß das zum Bistum Worms gehörende Kloster Ramsen Güter im Ort. Nach der Auflösung des Klosters im Jahr 1485 gehörte die Gemeinde politisch zum Hochstift Worms. Bischof Dietrich von Bettendorf erließ 1556 für sie ein gemeinsames Ortsrecht mit der Nachbargemeinde Leidelheim und fasste beide Ortschaften unter einem Dorfgericht mit dem gleichen Schultheißen zusammen. Dennoch wurden beide Dörfer bis Ende des 18. Jahrhunderts getrennt geführt. Erst 1828 etablierte sich der Ortsname „Hettenleidelheim“. Inzwischen wird Hettenheim nicht mehr als eigenständige Siedlung wahrgenommen.

## Infrastruktur
Noch im 16. Jahrhundert war das seinerzeit protestantische Hettenheim samt der örtlichen, inzwischen nicht mehr existierenden Kapelle St. Stephan eine Filiale der Pfarrei von Eisenberg (Pfalz). Besagte Kapelle befand sich dort, wo inzwischen der denkmalgeschützte Kriegerhain angelegt wurde. Seinerzeit existierte zwischen Hettenheim und Leidelheim etwa einen Kilometer Land, das unbebaut war.